# Katharina von Brandenburg-Küstrin

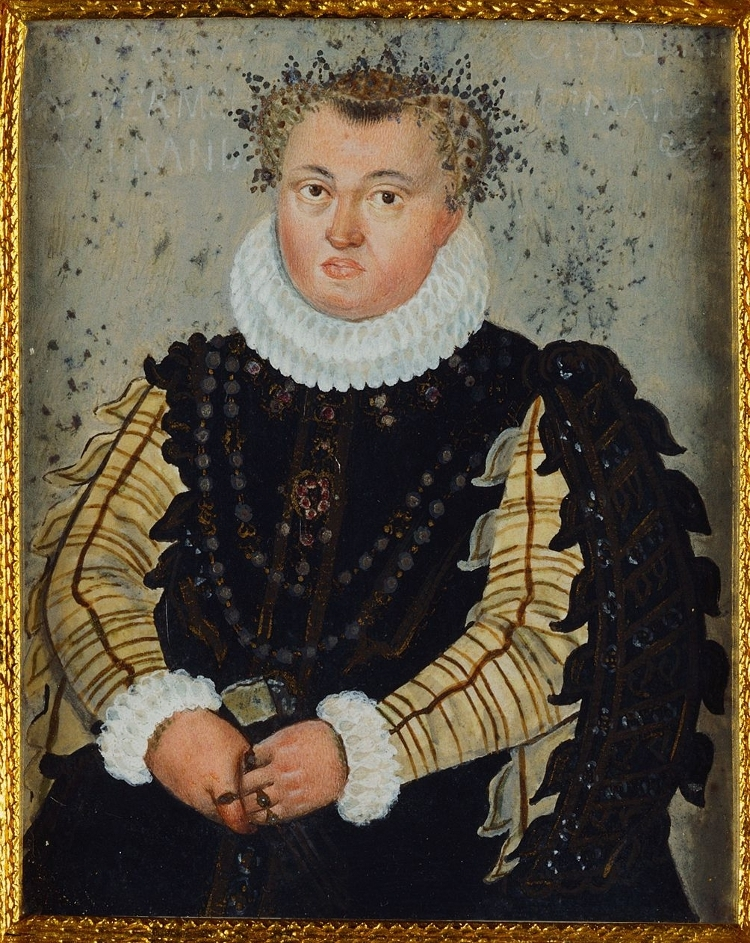
Katharina von Brandenburg-Küstrin, Royal Collection

Katharina von Brandenburg-Küstrin (* 10. August 1549 in Küstrin; † 30. September 1602 in Cölln) war eine Prinzessin von Brandenburg-Küstrin und durch Heirat Kurfürstin von Brandenburg.

## Leben
Katharina war die jüngere der beiden Töchter des Markgrafen Johann von Brandenburg-Küstrin (1513–1571), des Bruders von Kurfürsten Joachim II., aus dessen Ehe mit Katharina (1518–1574), Tochter des Herzogs Heinrich II. von Braunschweig-Wolfenbüttel.
Sie heiratete am 8. Januar 1570 in Küstrin ihren Neffen zweiten Grades, den späteren Kurfürsten Joachim Friedrich von Brandenburg (1546–1608). Die Ehe delegitimierte den Anspruch ihres Ehemanns auf das katholische Erzbistum Magdeburg, der sich dort nicht mehr durchsetzen konnte. Auch Papst Pius V. verlangte die Absetzung des Brandenburgers wegen seiner Vermählung bei Kaiser Maximilian.
Der Vorgängerbau des Potsdamer Stadtschlosses, der sogenannte Katharinenbau, den sie vom Kurfürsten als Geschenk erhielt, war nach ihr benannt. Im Jahr 1598 stiftete sie die Berliner Schloßapotheke, die sie 1605 neu einrichten ließ und anwies, allen hilfsbedürftigen Personen kostenlos Arzneimittel zu überlassen.
Auch war sie die erste kurfürstliche Besitzerin von Schloss Caputh bei Potsdam.
Katharina machte sich um die Versorgung von Armen und Notleidenden verdient, legte im Wedding in Berlin eine Molkerei an, ließ deren Produkte am Berliner Molkenmarkt verkaufen und gründete aus dem Ertrag die Schlossapotheke, wo sie unentgeltlich Medikamente an Bedürftige abgab.
Katharina starb 1602, nachdem sie in den beiden vorangehenden Jahren drei jugendliche Söhne verloren hatte. Sie wurde am 13. Oktober 1608 in der Hohenzollern-Gruft (heute im Berliner Dom, Nr. 6) beigesetzt.

## Nachkommen
Aus ihrer Ehe hatte Katharina die folgenden Kinder:
- Johann Sigismund (1572–1620), Kurfürst von Brandenburg

⚭ 1594 Prinzessin Anna von Preußen (1576–1625)
- Anna Katharina (1575–1612)

⚭ 1597 König Christian IV. von Dänemark und Norwegen (1577–1648)
- Tochter (*/† 1576)
- Johann Georg (1577–1624), Herzog von Jägerndorf

⚭ 1610 Prinzessin Eva Christine von Württemberg (1590–1657)
- August Friedrich (1580–1601)
- Albrecht Friedrich (1582–1600)
- Joachim (1583–1600)
- Ernst (1583–1613)
- Barbara Sophie (1584–1636)

⚭ 1609 Herzog Johann Friedrich von Württemberg (1582–1628)
- Tochter (*/† 1585/86)
- Christian Wilhelm (1587–1665), Erzbischof und Administrator von Magdeburg

⚭ 1. 1615 Prinzessin Dorothea von Braunschweig-Wolfenbüttel (1596–1643)
⚭ 2. 1650 Gräfin Barbara Eusebia von Martinitz († 1656)
⚭ 3. 1657 Gräfin Maximiliane von Salm-Neuburg (1608–1663)